# Josef Brigido von Bresowitz
Josef Graf Brigido von Bresowitz, Freiherr von Marenfels (* 1733 in Triest, Heiliges Römisches Reich; † 25. Januar 1817 in Wien, Kaisertum Österreich) war Gouverneur von Laibach (1767–1774), Präsident der Landesadministration der k.k. Krondomäne Temescher Banat (1774–1778) und Gouverneur von Galizien (1778–1794).

## Leben und Wirken
Die Familie väterlicherseits stammte aus Capua. Sein Vater war Johann Jakob Hieronymus Brigido und seine Mutter Maria Polixena Gräfin Prihovski aus Prag.
Josef Brigido war ab 1753 Adjunkt des Kreishauptmannes von Adelsberg und Neustadl, ab 1760 Rat der Krain und ab 1767 Gouverneur von Laibach.
1774 übernahm er die Präsidentschaft der Landesadministration des Temescher Banats. 
Während dieser Präsidentschaft führte er eine Verwaltungsreform durch. Infolge dieser Reform wurde das Kronland in vier Kreise Tschadat, Temeswar, Werschetz und Lugosch unterteilt. Jedem Kreis gehörte eine bestimmte Anzahl von Herrschaften und Dorfschaften an. Diese administrative Einteilung ermöglichte eine bessere Erfassung der steuerpflichtigen Haushalte. Er bereiste die Dörfer, machte Aufzeichnungen und errichtete das kaiserlich-königliche Bauamt. Gleichzeitig führte er eine neue Gerichtsprozedur ein. Sein Verdienst bei der Errichtung einer hydraulischen Anlage zur Trinkwasserversorgung der Stadt Temeswar ist auf einer Inschrift am Wasserwerk verzeichnet. Ebenso ließ er die Dörfer Wojtek und Moravita erbauen, was auf einer Inschrift an der Kirche von Moraviota vermerkt ist.
Nachdem er 1777 nach Galizien und Lodomerien berufen worden war, übernahm sein Bruder Pompejus die Präsidentschaft der Temescher Landesadministration.
Am 28. Juni 1777 erhielt er von der österreichischen Regentin Erzherzogin Maria Theresia den erblichen Grafenstand verliehen. 
Von 1778 bis 1780 war er Vizepräsident von Galizien, Um die Besiedlung des Landes mit deutschen Kolonisten zügig und ordnungsgemäß durchführen zu können, berief Joseph II. den Grafen Joseph von Brigido, den er bei der Besiedlung des Banats kennengelernt hatte, 1780 zum Gouverneur und obersten Ansiedlungskommissar von Galizien. Nach ihm erhielt die größte josefinische Siedlung ihren Namen Brigidau.
Zwischen 1789 und 1794 hatte er die Funktion eines Kommissärs der Erbkönigreiche Galizien und Lodomerien. Anschließend wurde er Wirklicher Geheimer Rat und Kämmerer. 
Dank einer erheblichen Bücher- und Geldspende des Grafen Josef von Brigido wurde eine Erweiterung der Räume des Grazer Joanneums ermöglicht.
1794 ging er in Pension.